# Gaëtan Bucki
Gaëtan Bucki (Béthune, 9 maggio 1980) è un pesista francese.

## Palmarès
| Anno | Manifestazione           | Sede       | Evento         | Risultato | Misura  | Note |
| ---- | ------------------------ | ---------- | -------------- | --------- | ------- | ---- |
| 2003 | Universiadi              | Taegu      | Getto del peso | 8º        | 18,69 m |      |
| 2005 | Giochi del Mediterraneo  | Almería    | Getto del peso | 6º        | 18,61 m |      |
| 2007 | Europei indoor           | Birmingham | Getto del peso | 8º        | 18,72 m |      |
| 2009 | Giochi del Mediterraneo  | Pescara    | Getto del peso | 5º        | 18,75 m |      |
| 2011 | Europei indoor           | Parigi     | Getto del peso | 7º        | 20,07 m |      |
| 2013 | Giochi della Francofonia | Nizza      | Getto del peso | Argento   | 19,33 m |      |
| 2014 | Europei                  | Zurigo     | Getto del peso | 11º       | 19,75 m |      |
| 2015 | Europei indoor           | Praga      | Getto del peso | 11º (q)   | 19,73 m |      |

### Campionati nazionali
- 5 volte campione nazionale nel getto del peso (2006, 2011, 2013/2015)
- 8 volte nel getto del peso indoor (2004/2007, 2010/2011, 2014, 2016)

## Altre competizioni internazionali
2006
- Coppa Europa di atletica leggera ( Malaga)

2014
- 15º in Coppa Europa invernale di lanci ( Leiria), getto del peso - 18,71 m
- Argento al DécaNation ( Angers), getto del peso - 19,77 m

2015
- 4º in Coppa Europa invernale di lanci ( Leiria), getto del peso - 20,04 m
- 4º al DécaNation ( Parigi), getto del peso - 18,30 m